# Männerseelsorge
Männerseelsorge ist ein zielgruppenspezifisches Angebot der Seelsorge. Dabei sollen Männer in Lebens- und Glaubensfragen spezifisch begleitet werden. Dies geschieht sowohl im persönlichen Gespräch als auch durch Gruppenangebote (Männervesper, Männertag, Männerfeuer etc.) und spezifische Veröffentlichungen. Im persönlichen Gespräch finden Gebet, Zuspruch von Worten aus der Bibel, Segensgesten (z. B. Handauflegung) und reflektierende Gespräche ihre Anwendung. Durch eine ganzheitliche Zielsetzung können darüber hinaus soziale Unterstützung und konkrete Hilfsangebote eine Rolle spielen.
Die Mitgliedskirchen der Evangelischen Kirche in Deutschland haben speziell beauftragte „Männerpfarrer“ und die katholische Kirche unterhält Fachstellen für die Männerseelsorge (Männerpastoral).